# Canton d'Aulnay-sous-Bois
Le canton d'Aulnay-sous-Bois est une circonscription électorale française du département de la Seine-Saint-Denis créée par le décret du 21 février 2014. Elle tient lieu de circonscription d'élection des conseillers départementaux et entre en vigueur lors des élections départementales de 2015.

## Histoire

### Département deSeine-et-Oise
Conseillers généraux de l'ancien canton d'Aulnay-sous-Bois ;
Un canton d'Aulnay-sous-Bois, qui regroupait Aulnay, Blanc-Mesnil, Sevran, Villepinte et Tremblay-les-Gonesse, a été créé par la loi du 22 octobre 1919.
Il a été scindé par l'article 10 du décret du 28 janvier 1964, qui a créé à sa place : 
- le nouveau canton d'Aulnay-sous-Bois, composé de la commune d'Aulnay-sous-Bois ;
- le canton du Blanc-Mesnil,  composé de la commune du Blanc-Mesnil ;
- le canton de Sevran, composé des communes de Sevran, Tremblay-lès-Gonesse et Villepinte[2].

Ce canton d'Aulnay exista jusqu'à sa division en 1967, lors de la création du département de la Seine-Saint-Denis, où furent créés notamment les cantons d'Aulnay-sous-Bois-Nord et d'Aulnay-sous-Bois-Sud.

### Département de laSeine-Saint-Denis
- Un nouveau découpage territorial de la Seine-Saint-Denis entre en vigueur à l'occasion des premières élections départementales suivant le décret du 21 février 2014[1]. Les conseillers départementaux sont, à compter de ces élections, élus au scrutin majoritaire binominal mixte. Les électeurs de chaque canton élisent au Conseil départemental, nouvelle appellation du Conseil général, deux membres de sexe différent, qui se présentent en binôme de candidats. Les conseillers départementaux sont élus pour 6 ans au scrutin binominal majoritaire à deux tours, l'accès au second tour nécessitant 12,5 % des inscrits au 1er tour. En outre, la totalité des conseillers départementaux est renouvelée. Ce nouveau mode de scrutin nécessite un redécoupage des cantons dont le nombre est divisé par deux avec arrondi à l'unité impaire supérieure si ce nombre n'est pas entier impair, assorti de conditions de seuils minimaux[4]. En Seine-Saint-Denis, le nombre de cantons passe ainsi de 40 à 21.

- Le nouveau canton d'Aulnay-sous-Bois est formé d'une seule commune, Aulnay-sous-Bois. Il regroupe ainsi les anciens cantons d'Aulnay-sous-Bois-Nord et Aulnay-sous-Bois-Sud. Il est entièrement inclus dans l'arrondissement du Raincy. Le bureau centralisateur est situé à Aulnay-sous-Bois.

## Représentation

### Conseillers généraux de 1919 à 1967
| Période | Période                    | Identité                  | Étiquette | Qualité |
| ------- | -------------------------- | ------------------------- | --------- | --- |
| 1919    | 1924 (décès)               | Jules Princet             | RG        | Maire d'Aulnay-sous-Bois (1919 →1924) Décédé en fonction                                                                           |
| 1925    | 1928                       | André Neufinck            | Rad.      | Maire du Blanc-Mesnil (1908 → 1929), conseiller d'arrondissement                                                                   |
| 1928    | 1934                       | Pierre Cathala            | Rad.ind.  | Avocat, conseiller d'arrondissement Député de la Seine (1928 → 1936) Sous-secrétaire d'Etat (1930 → 1931) - Ministre (1935 → 1936) |
| 1934    | 1938 (décès)               | Louis Fernet              | PC-SFIC   | Maire de Sevran (1931 → 1938) Décédé en fonction                                                                                   |
| 1939    | 1940 (déchu de son mandat) | Gilbert Berger            | PC-SFIC   | Menuisier |
| 1940    | 1945                       | Pas de conseiller général |           | |
| 1945    | 1964                       | Gilbert Berger            | PCF       | Menuisier Député de Seine-et-Oise (1946 → 1951) Maire de Tremblay-lès-Gonesse (1935-1939, 1944-1965)                               |
| 1964    | 1967                       | Louis Solbès              | PCF       | Instituteur puis professeur de collège Maire d'Aulnay-sous-Bois (1965 → 1971) Elu en 1967 dans le Canton d'Aulnay-sous-Bois-Nord   |

### Conseillers d'arrondissement (de 1922 à 1940)
| Période                                  | Période         | Identité                        | Étiquette | Qualité |
| ---------------------------------------- | --------------- | ------------------------------- | --------- | --- |
|                                          |                 |                                 |           | |
| 1922                                     | 1925            | André Neufinck (1866-1941)      | Radical   | Secrétaire de la Société des ouvriers et employés de la maison Leclaire, maire du Blanc-Mesnil (1908-1929)                                                      |
| 1925                                     | 1927 (invalidé) | Victor-Noël Arrighi (1900-1945) | PC-SFIC   | Employé aux Galeries Lafayette puis permanent du PC-SFIC en prison au moment de son élection, il fut invalidé puis réélu en août 1926, puis de nouveau invalidé |
| 1927                                     | 1928            | Pierre Cathala                  | Rad.ind.  | Avocat à la Cour, Vice-Président de la fédération radicale de Seine-et-Oise                                                                                     |
| 1928                                     | 1934            | Jules César Tournoud            | Radical   | Menuisier, entrepreneur de maçonnerie, adjoint puis maire (1923-1928) de Sevran                                                                                 |
| 1934                                     | 1940            | Henri Duquenne (1875-1951)      | PC-SFIC   | Ouvrier blanchisseur, conseiller municipal du Blanc-Mesnil |
| 1940                                     |                 |                                 |           | Les conseils d'arrondissement ont été suspendus par la loi du 12 octobre 1940 et n'ont jamais été réactivés                                                     |
| Les données manquantes sont à compléter. |                 |                                 |           | |

### Conseillers départementaux depuis 2015
| Période élective | Période élective | Mandat | Mandat   | Identité                                                                               | Nuance | Nuance | Qualité |
| ---------------- | ---------------- | ------ | -------- | -------------------------------------------------------------------------------------- | ------ | ------ | --- |
| 2015             | 2021             | 2015   | 2016     | Bruno Beschizza (Démissionnaire à la suite de sa réélection comme conseiller régional) |        | LR     | Syndicaliste policier puis sous-préfet. Maire d'Aulnay-sous-Bois (2014 → ), Conseiller régional d'Île-de-France (2010 → ) Président de l'EPT Paris Terres d'Envol (2016 → ) |
| 2015             | 2021             | 2016   | 2021     | Mohamed Ayyadi (Remplaçant)                                                            |        | DVD    | Adjoint au maire (2014 → 2017) puis conseiller municipal d'Aulnay-sous-Bois (2017 → )                                                                                       |
| 2015             | 2021             | 2015   | 2021     | Séverine Maroun                                                                        |        | LR     | Fonctionnaire territoriale Conseillère municipale (2008 → 2014) puis première maire-adjointe d'Aulnay-sous-Bois (2014 → )                                                   |
| 2021             | 2028             | 2021   | en cours | Frank Cannarozzo                                                                       |        | LR     | Manager, adjoint au maire d'Aulnay-sous-Bois |
| 2021             | 2028             | 2021   | en cours | Séverine Maroun                                                                        |        | LR     | Conseillère sortante |

Mohamed Ayyadi est membre d'Agir, la droite constructive.
Quatre binômes de candidats se sont présentés à cette élection : 
- Claire Dexheimer (DVE) et Mackendie Toupuissant (PC)
- Guy Challier (PS) et Latifa Bezzaouya-Cotrie (PS)
- Cyril Bozonnet (FN) et Marie Vanessche (FN)
- Séverine Maroun (UMP) et Bruno Beschizza (UMP)[18],[19].

À l'issue du 1er tour des élections départementales de 2015, deux binômes sont en ballotage : Bruno Beschizza et Séverine Maroun (UMP, 46,37 %) et Latifa Bezzaouya-Cotrie et Guy Challier (PS, 22,45 %). Le taux de participation est de 34,94 % (15 531 votants sur 44 454 inscrits) contre 36,83 % au niveau départemental et 50,17 % au niveau national. 
Au second tour, Bruno Beschizza et Séverine Maroun sont élus avec 65,57 % des suffrages exprimés et un taux de participation de 35,17 % (9 538 voix pour 15 631 votants et 44 445 inscrits).

## Composition

### Composition de 1919 à 1964
Le canton regroupait cinq communes.
- Aulnay (chef-lieu)
- Le Blanc-Mesnil
- Sevran
- Tremblay-lès-Gonesse
- Villepinte

### Composition de 1964 à 1967
Le canton comprenait la commune d'Aulnay-sous-Bois.

### Composition depuis 2015
Le canton comprend désormais une commune entière.
| Nom                                      | Code Insee | Intercommunalité         | Superficie (km2) | Population (dernière pop. légale) | Densité (hab./km2) | Modifier                                    |
| ---------------------------------------- | ---------- | ------------------------ | ---------------- | --------------------------------- | ------------------ | ------------------------------------------- |
| Aulnay-sous-Bois (bureau centralisateur) | 93005      | Métropole du Grand Paris | 16,20            | 86 360 (2022)                     | 5 331              | modifier les données · modifier les données |
| Canton d'Aulnay-sous-Bois                | 9302       |                          |                  | 86 360 (2022)                     |                    | modifier les données                        |

## Démographie
En 2022, le canton comptait 86 360 habitants, en évolution de +2,01 % par rapport à 2016 (Seine-Saint-Denis : +4,67 %, France hors Mayotte : +2,11 %).
| 2013   | 2018   | 2022   |
| ------ | ------ | ------ |
| 82 634 | 86 278 | 86 360 |